# إل بويو
بلدية إل بويو (بالإسبانية: El Bollo) هي بلدية تقع في مقاطعة أورينسي التابعة لمنطقة غاليسيا شمال غرب إسبانيا.

## الديموغرافيا
بلغ عدد سكان بلدية إل بويو 1.117 نسمة عام 2011 (وفقاً للمعهد الوطني للإحصاء الإسباني).
| 1.655 | 1.509 | 1.345 | 1.246 | 1.187 | 1.139 | 1.117 |